# 잘 가거라 용생, 어서 와라 인생
잘 가거라 용생, 어서 와라 인생(さようなら竜生、こんにちは人生, Goodbye, Dragon Life)은 나가시마 히로아키가 글을 쓰고 이치마루 기스케가 그림을 그린 일본의 라이트 노벨 시리즈이다. 2013년 1월부터 사용자 제작 소설 출판 웹사이트인 소설가가 되자에서 온라인 연재를 시작했으며, 2016년 8월에 알파폴리스 웹사이트로 이전했다. 이후 2015년 4월부터 24권을 출판한 알파폴리스에 인수되었다. 쿠로노의 예술을 적용한 만화 각색판은 2015년 12월부터 알파폴리스의 만화 웹사이트를 통해 온라인으로 연재되었으며 단행본 12권으로 수집되었다. 만화는 알파 망가를 통해 영어로 디지털 출판된다. SynergySP와 베가 엔터테인먼트가 제작한 애니메이션 TV 시리즈는 2024년 10월부터 12월까지 방송되었다.